# Temur Tsiklauri
Temur Tsiklauri (Kojori, 22 de janeiro de 1946 - Gori, 1 de fevereiro de 2021) foi um cantor e ator pop georgiano, membro do ensemble Iveria. Foi Artista Homenageado do SSR da Geórgia em 1980, Artista do Povo da Geórgia em 1990 e nomeado Cidadão Honorário de Tbilisi em 2010. Ele foi um membro da banda VIA Iveria.
Tsiklauri morreu em Gori no dia 1 de fevereiro de 2021, após contrair COVID-19 durante a pandemia de COVID-19 na Geórgia.